# Melomys
Genre
Melomys est un genre de rongeurs de la sous-famille des Murinés.

## Liste des espèces
Ce genre comprend les espèces suivantes :
- Melomys aerosus (Thomas, 1920).
- Melomys arcium Thomas, 1913.
- Melomys bannisteri Kitchener & Maryanto, 1993.
- Melomys bougainville Troughton, 1936.
- Melomys burtoni (Ramsay, 1887).
- Melomys capensis Tate, 1951.
- Melomys caurinus Thomas, 1921.
- Melomys cervinipes (Gould, 1852).
- Melomys cooperae Kitchener in Kitchener & Maryanto, 1995.
- Melomys dollmani Rümmler, 1935.
- Melomys fraterculus (Thomas, 1920).
- Melomys frigicola Tate, 1951.
- Melomys fulgens Thomas, 1920.
- Melomys howi Kitchener in Kitchener & Suyanto, 1996.
- Melomys leucogaster (Jentink, 1908).
- Melomys lutillus Thomas, 1913.
- Melomys matambuai Flannery, Colgan & Trimble, 1994.
- Melomys obiensis (Thomas, 1911).
- Melomys paveli Helgen, 2003.
- Melomys rubicola Thomas, 1924.
- Melomys rufescens (Alston, 1877).
- Melomys spechti Flannery and Wickler, 1990.
- Melomys talaudium Thomas, 1921.

Melomys fellowsi Hinton, 1943 : Protochromys fellowsi (Hinton, 1943).
Melomys gracilis (Thomas, 1906) synonyme de Melomys rufescens (Alston, 1877).
Melomys lanosus Thomas, 1922 : Mammelomys lanosus (Thomas, 1922).
Melomys levipes (Thomas, 1897) : Paramelomys levipes (Thomas, 1897).
Melomys lorentzii (Jentink, 1908) : Paramelomys lorentzii (Jentink, 1908).
Melomys mollis (Thomas, 1913) : Paramelomys mollis (Thomas, 1913).
Melomys moncktoni (Thomas, 1904) : Paramelomys moncktoni (Thomas, 1904).
Melomys platyops (Thomas, 1906) : Paramelomys platyops (Thomas, 1906).
Melomys rattoides Thomas, 1922 : Mammelomys rattoides (Thomas, 1922).
Melomys rubex Thomas, 1922 : Mammelomys rubex (Thomas, 1922).